# Бельгійські вафлі

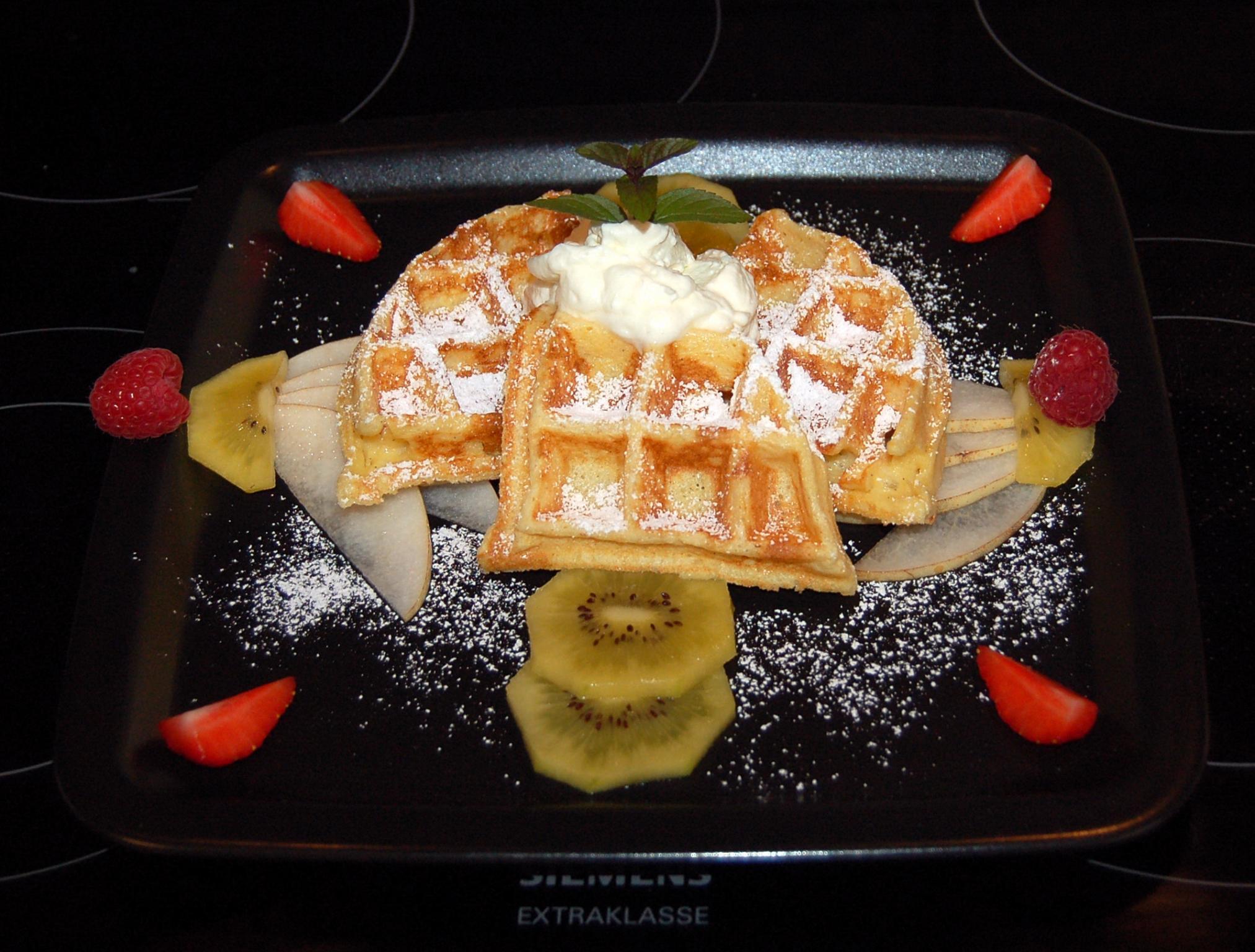
Варіант сервування бельгійських вафель

Бельгійські вафлі (у самій Бельгії відомі, як Брюссельські вафлі) — різновид вафель, кулінарна пам'ятка Бельгії.

## Опис
Являють собою широкі, щільні, досить м'які за консистенцією шматки тіста, найчастіше прямокутної форми, із характерною ребристою поверхнею. У сучасних реаліях виготовляються в електричних вафельницях. Можуть подаватися із сиропом, цукровою пудрою, свіжими ягодами, шоколадним або карамельним соусом, кулькою морозива.
У самій Бельгії ці вафлі широко поширені, але не є єдиним різновидом вафель (існують ще, зокрема, льєзькі вафлі і голландські вафлі, популярні на півночі країни), тому на батьківщині їх називають Брюссельськими.
Широко поширені за межами Бельгії, зокрема, у США, де відомі, як бельгійські вафлі. Вважається, що кондитер з Бельгії на ім'я Вальтер Клеман одним з перших почав продавати бельгійські вафлі зі збитими вершками та полуницею у США, в Сіетлі, у 1962 році. Починаючи з цього часу бельгійські вафлі широко поширилися по США. Вважається, що їх назва була змінена, зокрема, тому що не всі американці могли правильно ідентифікувати Брюссель, як столицю Бельгії. У США бельгійські вафлі часто виготовляються круглими (за формою круглої вафельниці), з можливістю у подальшому розділити їх на сегменти, що нагадують за формою шматки пирога (але частіше їх подають цілими).
Спочатку брюссельські вафлі складалися з пшеничного борошна, дріжджів, цукру, молока, води, вершкового масла, солі та збитих яєчних білків. Сьогодні у США замість дріжджів часто використовують розпушувач, а замість вершкового масла — маргарин.